# Tormás
Tormás je vas na Madžarskem, ki upravno spada pod podregijo Sásdi Županije Baranja.